# Wülflingen

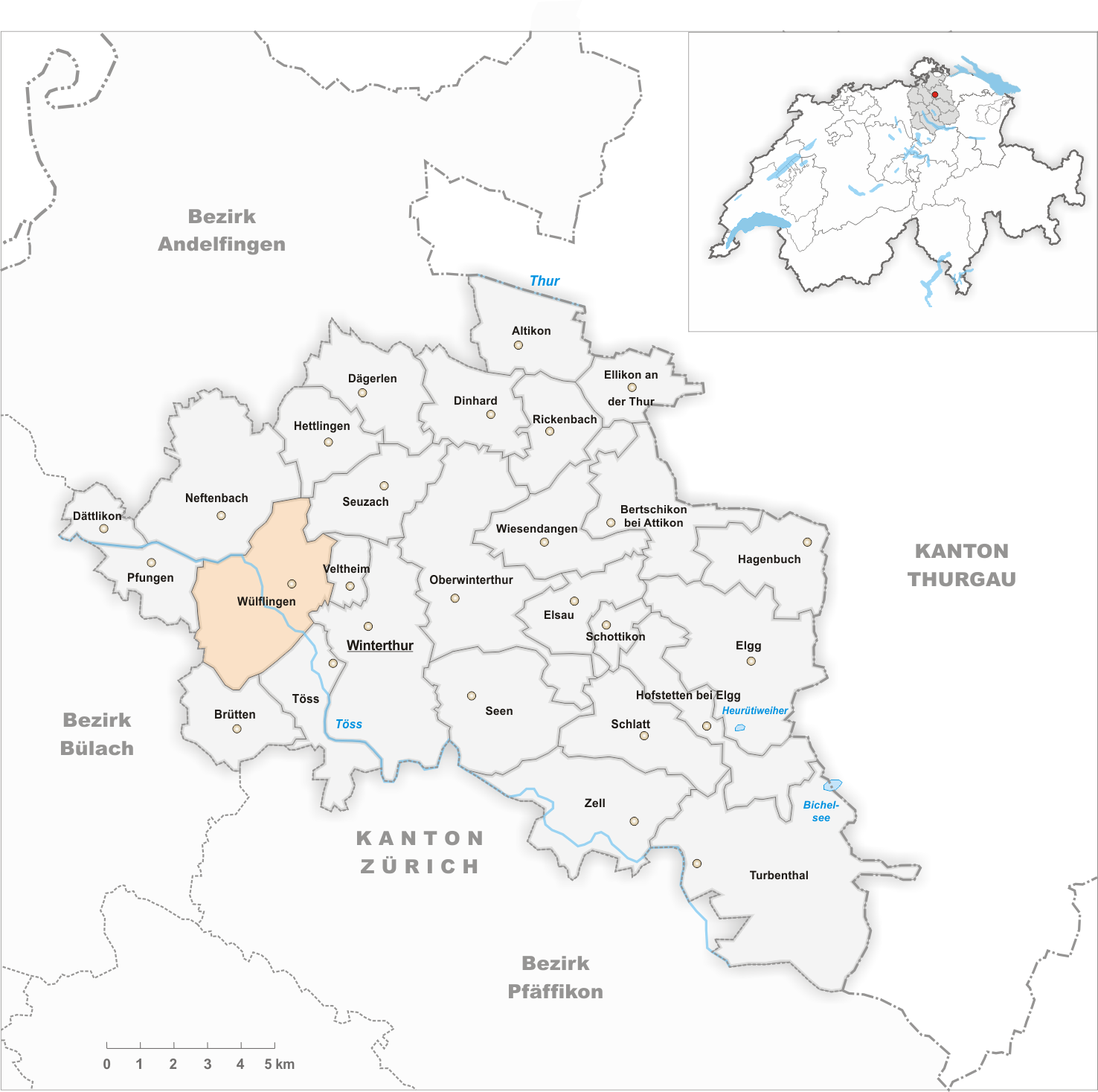
Gemeindestand vor der Fusion am 1. Januar 1922

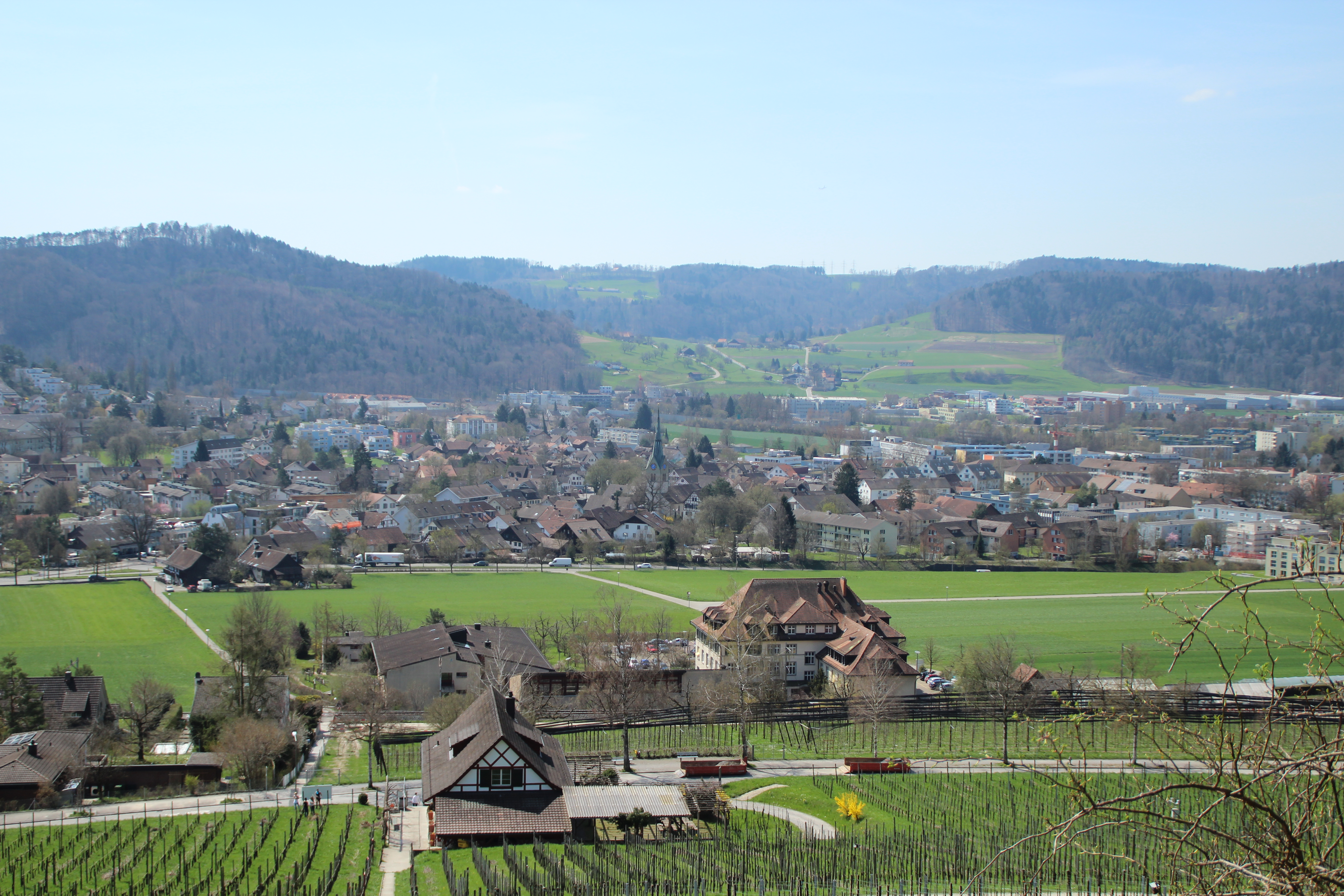
Wülflingen, vom Wolfensberg aus gesehen

Wülflingen ist ein Stadtkreis der Stadt Winterthur in der Schweiz. Die ehemals selbständige Gemeinde Wülflingen wurde 1922 eingemeindet und bildet den heutigen Kreis 6.

## Wappen
Blasonierung
In Gold auf grünem Boden ein sitzender roter Wolf, mit geraubter silberner, rotbewehrter Gans

## Geographie
Wülflingen ist der nordwestlichste Stadtteil der Stadt Winterthur. Er grenzt an die Kreise Winterthur, Veltheim im Nordosten und Töss im Südosten. Im Süden grenzt Wülflingen an die Gemeinde Brütten und im Westen an Oberembrach, Pfungen und Neftenbach. An einem kleinen Streifen im Norden besitzt Wülflingen noch eine gemeinsame Grenze mit Hettlingen.
Der Stadtkreis liegt eingebettet zwischen den bewaldeten Hügeln Wolfensberg, Taggenberg und Brüelberg. Ebenfalls zum Stadtteil gehört die Aussenwacht Neuburg im Süden. Das Zentrum des Stadtkreises wird von der Eulach durchflossen, die in Wülflingen in die Töss mündet. Der tiefste Punkt Winterthurs liegt in Wülflingen an der Grenze zu Pfungen unterhalb der Kläranlage Hard auf 393 m ü. M.

## Bildung
In Wülflingen gibt es acht Kindergärten (Erlenstrasse, Härti, Rappstrasse, Siedlung Wässerwiesen, Talhofweg, Wässerwiesen, Wieshof und der Sprachheilkindergarten Rappstrasse), fünf Primarschulhäuser (Ausserdorf, Erlenstrasse, Langwiesen, Wyden und Talhofweg) sowie das Sekundarschulhaus Hohfurri. Die Aussenwacht Neuburg besass bis 2004 eine eigene Schule. Die allgemein ansteigenden Schülerzahlen erfordern auch in Wülflingen einen Ausbau der Bildungseinrichtungen. So soll das Primarschulhaus Langwiesen bis 2032 renoviert und unter anderem mit einer Dreifachturnhalle erweitert werden.

## Geschichte

### Frühzeit und alemannische Siedlungsgründung
Vereinzelte Funde auf dem Gebiet Wülflingens datieren bis auf die Steinzeit zurück, jedoch gibt es auch in dieser Zeit noch keine Spuren einer festen Besiedlung. In der Bronzezeit verdichten sich die Fundbestände bereits, beim 1822 erfolgten Bau der Spinnerei Beugger wurde ein Depotfund aus diesem Zeitraum ausgehoben, der zu einer Bronzegiesserei gehört haben könnte. Aus der Latènezeit konnte in der Kiesgrube nördlich des Friedhofs Wülflingen ein Kriegergrab nachgewiesen werden. Auf dem Plateau des Beerenbergs befand sich in prähistorischer Zeit eine befestigte Höhensiedlung, von der heute aber nur noch eine Wallschüttung zu erkennen ist.
Die Römerzeit ist in Wülflingen durch Streufunde von römischen Münzen sowie durch Siedlungsspuren am Südhang des Taggenbergs nachgewiesen. Dort konnte beim Bau von Terrassenhäusern oberhalb der Haltenrebenstrasse eine römische Wasserleitung nachgewiesen werden. Diese Leitung aus Ziegelsteinen und Kalkguss dem Hang entlang wurde in Teilen durch Erdrutsche verschoben und könnte zu einer in Neftenbach nachgewiesenen Wasserleitung gehören, die zur Versorgung eines römischen Gutshofs in der Steinmöri südöstlich der Kirche Neftenbach diente. Ebenfalls dürfte eine von Vitudurum nach Tenedo (Zurzach) führende Römerstrasse durch Wülflingen geführt haben.
Der Name Wülflingen selbst leitet sich vom alemannischen Sippenführer Wulfilo ab. Aufgrund der Namensendung -ingen lässt sich vermuten, dass das Dorf Wülflingen zwischen 550 und 600 entstanden ist. Bei Grabungen bei der Kirche Wülflingen im Sommer 1972 konnte ein hölzerner Vorgängerbau gefunden werden, der etwa auf das Jahr 650 zu datieren ist, eine erste frühkarolingische Steinkirche an derselben Stelle dürfte um 700 gebaut worden sein. Erstmals erwähnt wurde der Ort als Wulvilinga am 27. Juli 897 als Treffpunkt für einen Gütertausch.

### Mittelalter und Herrschaft Wülflingen
Im 10. Jahrhundert war das Dorf Heimat eines Adelsgeschlechts von Seen mit Sitz auf der Burg Alt-Wülflingen. Die Burg war Sitz über die Herrschaft Wülflingen, die bis zur Auflösung durch Zürich 1760 bestand und die hohe Gerichtsbarkeit innehatte. Als erste namentliche Vertreterin des Geschlechts von Seen ist eine Willebirg von Ebersberg bekannt, die nach dem Tod von Graf Ulrich von Eberberg im Frühling 1029 die Güter um Wülflingen erbte und sich fortan Willebirg von Wülflingen nannte. Sie war mit Lütold von Mömpelgard verheiratet, ihr Sohn Werner wurde 1065 Bischof von Strassburg, Kuno trat als Kuno von Wülflingen ihr Erbe auf Alt-Wülflingen an.
Die Herrschaft hatte viele wechselnde Besitzer. Im 13. Jahrhundert lag sie im Machtbereich der Habsburger, ab 1239 der Grafen von Habsburg-Kyburg. Weitere Besitzer waren unter anderen um 1300 die Herren von Hettlingen, Gefolgsleute von Habsburg-Kyburg, 1315–1386 die Herren von Seen, Ulrich von Landenberg-Greifensee, ab 1455 die Herren von Rümlang. In Folge der Verschuldung von Hans Konrad von Rümlang, der 1529 von den Zürchern geköpft wurde, gelangte die Burg 1525 in den Besitz von Wülflingen selbst, die die Burg vier Jahre später an die Familie Steiner verkaufte. Diese verkaufte die Burg an die Familie Escher – nachdem die Stadt Zürich den Verkauf der Burg und der damit verbundenen Herrschaft an die Stadt Winterthur unterbunden hatte – wohlgemerkt zeigte die Stadt Zürich kein Interesse am Kauf der Burg. Die Familie Escher verliess die Burg 1644 und zog ins neu erbaute Schloss Wülflingen, worauf die Burg schnell verfiel. Die Herrschaft Wülflingen gelangte danach noch an die Familien Meiss und Hirzel und wurde 1760 durch Zürich aufgelöst und der Landvogtei Andelfingen zugeordnet.
Weiter existierte um Wülflingen der Chorherrenstift Beerenberg. Dieser entstand aus einer 1318 eingerichteten Einsiedelei, die 1355 zu einem Stift der Augustiner-Chorherren ausgebaut wurde und bis zur Reformation bestand. Ebenfalls bestand unweit der Burg Hoch-Wülflingen mit der Neuburg eine hochmittelalterliche Burg, von der heute nur noch der Burgstall ersichtlich ist.

### Das mittelalterliche Dorf Wülflingen
Wülflingen selbst war lange Zeit ein Rebbauerndorf, das an den Südhängen des Wolfensbergs und Brüelbergs, an der Halde unterhalb des Taggenbergs sowie im Rumstal Reben anpflanzte. Einige Rebberge haben sich dabei bis heute erhalten. Das Dorf selbst wurde noch in ein Ober- und Unterdorf unterteilt, in dessen Mitte Kirche, Pfarrhaus und Kelnhof lagen. Beide Dorfteile besassen ein eigenes Zelgensystem. Bis zum 17. Jahrhundert wuchsen die beiden Dorfteile zusammen. Ab 1428 ist die Existenz der heutigen Wespi-Mühle belegt, die unter nationalem Denkmalschutz steht. Zehntenpflichtig war Wülflingen ab 1515 an das Spital Winterthur.
Auf Steuerrödel aus dem Jahr 1467 ist von 87 steuerpflichtigen Einwohnern in 33 Haushaltungen die Rede, woraus sich auf eine Dorfgrösse von rund 165 Einwohnern schliessen lässt. Neben dem eigentlichen Dorf umgaben Wülflingen auch viele Höfe und Weiler, von denen es Mitte des 17. Jahrhunderts 20 gab, wobei 1934 der grösste Weiler mit 35 Einwohnern Neuburg war. Weitere grössere Ansiedlungen waren Rumstal (25 Einwohner) sowie die Höfe Furt und Obereich mit je 20 Einwohnern. Wülflingen selbst umfasste zu diesem Zeitpunkt 689 Einwohner.
1627 wurde in Wülflingen erstmals ein Schulmeister erwähnt, spätestens um 1655 wurde in Neuburg eine weitere Schule eingerichtet. Ab 1692 wird ein Gemeindehaus erwähnt, das auch als Schulhaus gedient hat. 1798 endete in Zürich die Ancien Régime, und Wülflingen wurde eine selbstständige Gemeinde. 1799 zählte die Gemeinde Wülflingen 987 Einwohner.

### Nach Ende des Ancien Régime
1802 wurde im damals noch eigenständigen Wülflingen mit der Spinnerei Hard die erste mechanische Grossspinnerei Europas gebaut. Im Jahr 1812 kaufte sich die Gemeinde vom Zehnten los, die Gesamtsumme von 77'340 Gulden wurde bis 1820 in jährlichen Raten abbezahlt. Der Loskauf von dem Grundzins folgte zum Ende der Restaurationszeit im Jahr 1830. Von 1820 bis 1870 existierte die Spinnerei Beugger, heute ist dort die Integrierte Psychiatrie Winterthur beheimatet. Von 1834 bis 1883 gab es eine Papierfabrik in Wülflingen. Ab 1864 wurde von Wülflingen her der «Demokratische Weinländer» herausgegeben. Wülflingen entwickelte sich in den kommenden Jahren zusehends zum Arbeiterdorf und Winterthurer Vorort. Ab 1870 gab es einen Konsumverein im Dorf. 1880 erhielt das Dorf mit dem Bahnhof Wülflingen Anschluss an die neu gebaute Bahnstrecke Winterthur–Bülach–Koblenz. In den 1890er-Jahren wurde ein Arbeiterverein im Dorf aktiv. 1891 wurde eine zentrale Trinkwasserversorgung für das ganze Dorf eingerichtet, nachdem erste Planungen durch ein Hochwasser im Sommer 1876 gestoppt wurden.
Gemeinsam mit der damals ebenfalls selbstständigen Gemeinde Töss war Wülflingen um 1900 eine der ersten Gemeinden im Kanton Zürich mit einer sozialdemokratischen Mehrheit. 1903 wurde in Wülflingen eine Poststelle eröffnet. Die Eröffnung der Linie 2 der Strassenbahn Winterthur 1915 band das Dort Wülflingen verkehrstechnisch noch näher an die Stadt Winterthur. Der 1909 als letzter Gemeindepräsident Wülflingens gewählte Jakob Erb trieb die Vereinigung der Winterthurer Agglomerationsgemeinden mit der Stadt Winterthur massgeblich voran, ein Engagement, das mit der Gutheissung der Winterthurer Stadtvereinigung am 4. Mai 1919 durch den Zürcher Souverän zum Erfolg führte. Die Überlegenheit der Sozialdemokraten in den letzten Jahren der eigenständigen Gemeinde Wülflingen zeigte sich auch gut bei den Nationalratswahlen 1919, bei der die SP 10'740 Stimmen auf sich vereinen konnte und damit dreimal so viel wie die nächstbeste Liste der Demokraten, die auf 3'237 Stimmen kam. 1920, kurz vor der Eingemeindung, umfasste Wülflingen 3'845 Einwohner.

### Wülflingen als Stadtteil von Winterthur

Luftbild aus 400 m von Walter Mittelholzer (1923)

1922 wurde Wülflingen mit den anderen Vororten in die Stadt Winterthur eingemeindet, nachdem es in den vergangenen Jahren mit wesentlichen finanziellen Problemen zu kämpfen hatte. Wülflingen hatte der entsprechenden Vorlage am 4. Mai 1919 mit 776 Ja- zu 44 Nein-Stimmen deutlich zugestimmt. Im Rahmen einer Grenzbereinigung trat die ehemalige Gemeinde Wülflingen dabei beim Übertritt den Hof Obereich der Gemeinde Brütten ab.
Nach der Eingemeindung wuchs die Bevölkerungszahl rasant an, innert 30 Jahren nach der Eingemeindung verdoppelte sich die Bevölkerungszahl bis 1950 auf 6'934 beinahe und verdreifachte sich bis 1960 auf 10'191 Einwohner. Die Überbauung zwischen Neuwiesen und dem Wülflinger Ortskern wurde durch einen 1925 erarbeiteten Bebauungsplan geregelt. Trotzdem konnte Wülflingen nach der Eingemeindung seinen Dorfcharakter beibehalten, und insbesondere im Zentrum rund um den Lindenplatz ist der Ortskern bis heute noch weitgehend erhalten.
1938 wurde die Tramlinie als erste städtische Tramlinie durch die bis heute verkehrende Trolleybuslinie 2 ersetzt. 1939 wurde am äussersten Ende Wülflingens mit dem Bau der Kläranlage Hard begonnen. 1943 wurde der Verlauf der Eulach zwischen dem Dorfkern und der Töss korrigiert. 1964 genehmigte Winterthur den Bebauungsplan für das Gebiet Winterthur-West, der das Bild Wülflingens zusammen mit der bis 1968 erbauten Autobahn A1 weiter veränderte. Im Sommer 1967 wurde das Schwimmbad Wülflingen eröffnet.

## Verkehr

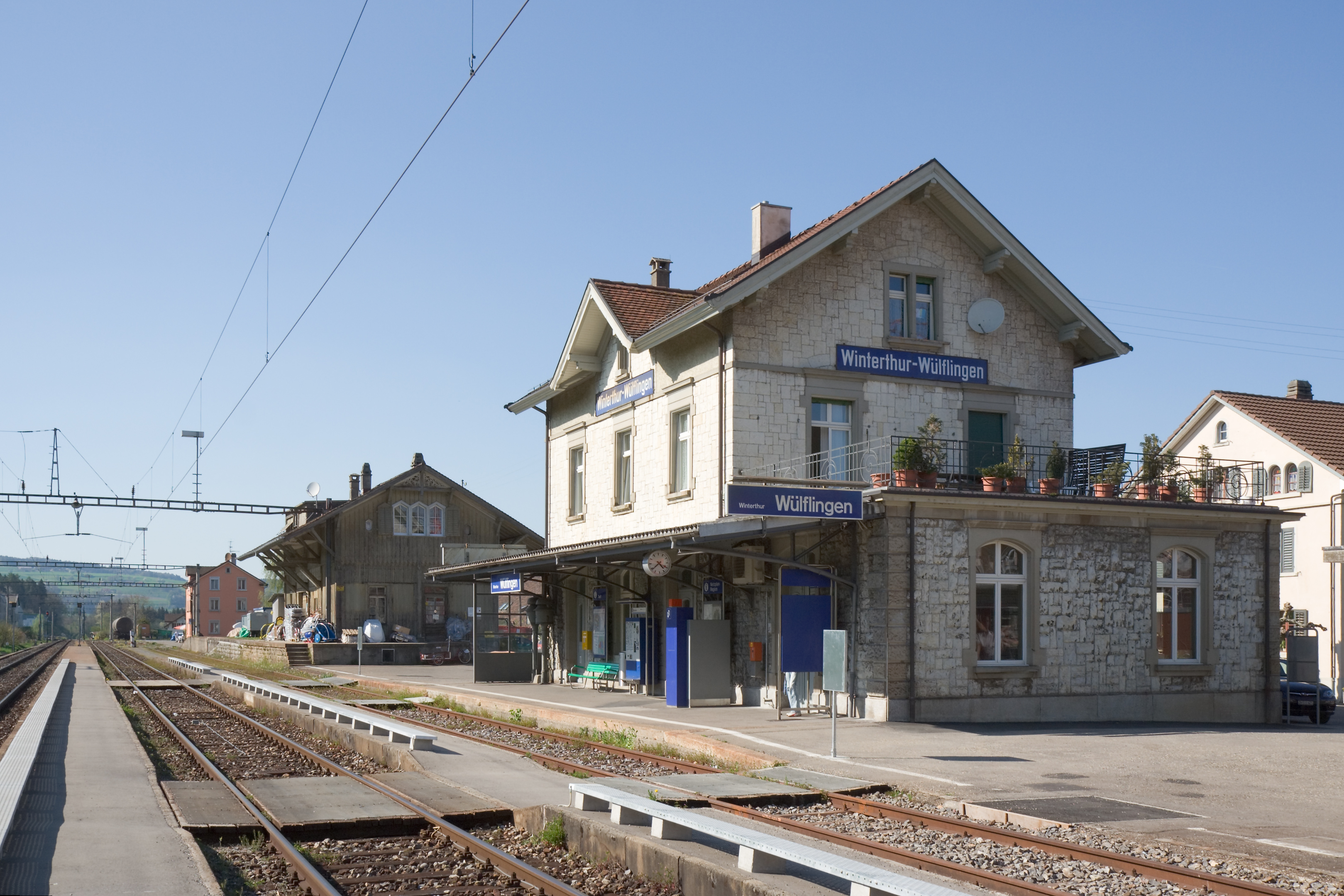
Aufnahmsgebäude aus den Anfangszeiten der Eisenbahn

Wülflingen ist von einer grossen Hauptstrasse durchzogen, der Wülflingerstrasse, die vom Stadtzentrum Richtung Westen nach Neftenbach respektive Tössallmend führt. Der Autobahnanschluss Winterthur-Wülflingen der A1 mündet in die Umfahrungsstrasse Salomon-Hirzel-Strasse, welche an beiden Enden zur Wülflingerstrasse verläuft. Weitere Verbindungsstrassen führen im Osten übers Schlosstal nach Töss (Schlosstalstrasse), im Süden über Neuburg ins ebenfalls zu Töss gehörende Dättnau repektive über das Rumstal nach Pfungen und im Norden nach Riet bei Neftenbach.
Auf der Wülflingerstrasse verkehrt die Trolleybuslinie 2 des Stadtbus Winterthur nach Wülflingen. Durch das Schlosstal verkehrt die Buslinie 7 zum Bahnhof Winterthur Wülflingen. Dieser liegt an der Bahnstrecke Winterthur–Bülach–Koblenz und wird von der Linie S41 (Bahnhof Winterthur – Bülach) der S-Bahn Zürich bedient. Am Wochenende hält der Nachtzug Winterthur–Bülach in Wülflingen. Der historische Bahnhof Wülflingen gehört zum Inventar von Kulturgütern regionaler Bedeutung.
Für Velofahrer bietet sich mit der Wartstrasse eine gute Alternative abseits der Hauptverkehrsstrassen in Richtung Stadtzentrum. Diese Route soll gemäss Plänen der Stadt auch Teil der Veloschnellroute 5 werden, die von Neuwiesen über Wülflingen bis nach Embrach führen soll.

## Kultur und Sehenswürdigkeiten

### Veranstaltungen
Jährlich findet das Wülflinger Dorffest, die Wülflinger Dorfet, im Dorfzentrum nördlich des Lindenplatz statt. Alle zwei Jahre findet seit 2009 im zum Kulturort Weiertal gehörenden Park das «Biennale Skulpturen-Symposium» statt, das jeweils im Sommer Skulpturen von nationalen und internationalen zeitgenössischen Kunstschaffenden zur Schau stellt. Noch unregelmässiger wird im Weiler Oberer Radhof das «Bambole Openair Festival» durchgeführt, das 1996 erstmals stattfand und jeweils Mitte August durchgeführt wird.

### Bauwerke

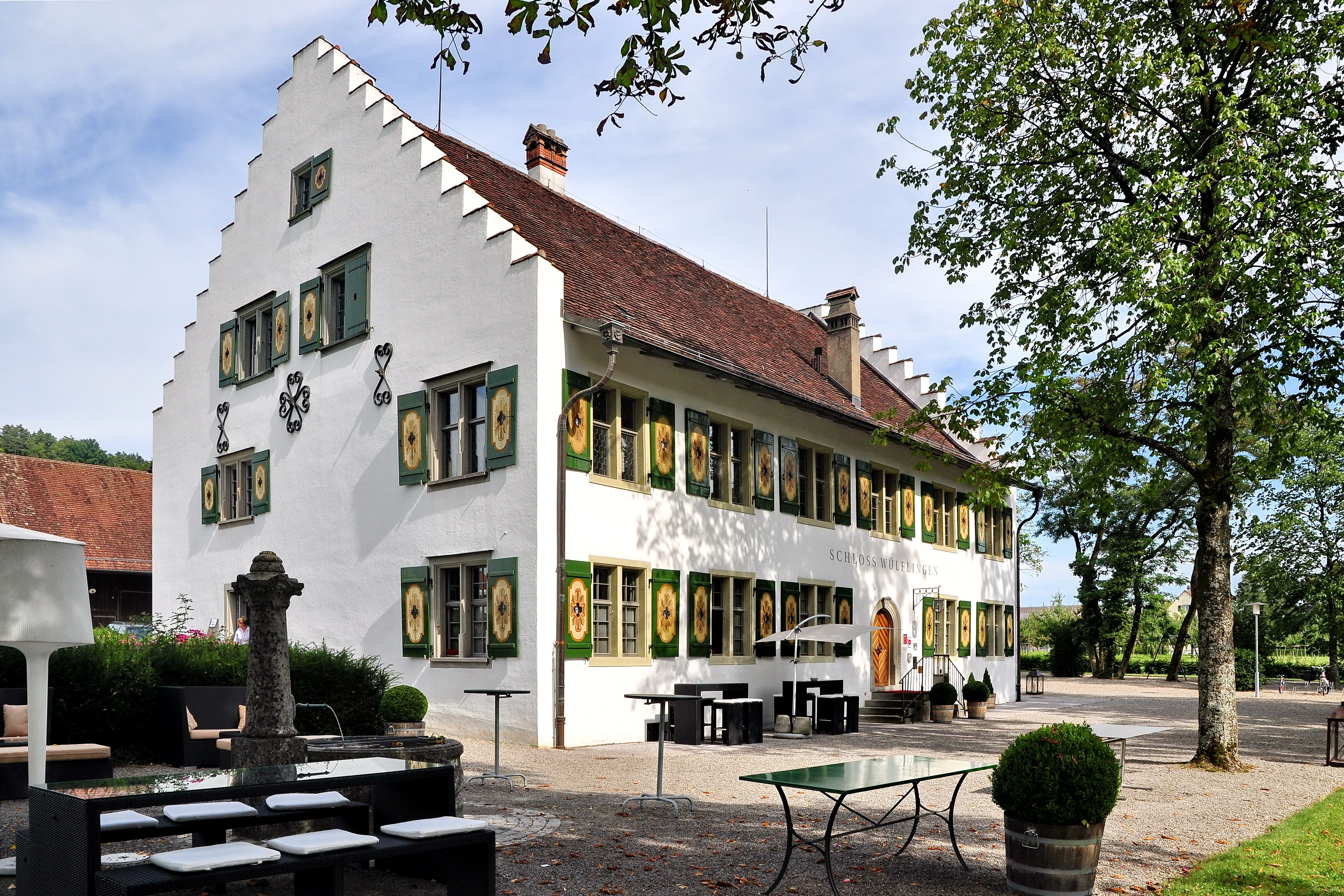
Schloss Wülflingen

Auf Gebiet des Stadtkreises Winterthur befinden sich einige bemerkenswerte Bauten, die grösstenteils auf das Mittelalter zurückgehen. Ganz im Zentrum befindet sich die reformierte Kirche Wülflingen, deren Vorgängerbauten bis ins 7. Jahrhundert zurückgehen. Wesentlich jünger und am Rande des Stadtteils Wülflingen gelegen ist das im 17. Jahrhundert erbaute Schloss Wülflingen, das heute ein Restaurant beherbergt. Im Schloss stehen auch einige der Winterthurer Kachelöfen jener Zeit. Wie auch das Schloss Wülflingen sind zudem die Wespi-Mühle, deren Vorgängerbauten 1428 erstmals nachgewiesen wurden, sowie die Spinnerei Hard, die 1802 als erste mechanische Spinnerei auf dem europäischen Festland errichtet wurde, Kulturdenkmale von nationaler Bedeutung.
In den Hügeln um Winterthur befinden sich zudem die Ruinen weiterer Bauten aus dem Mittelalter. Am Osthang des Hügels Beerenberg liegen die Mauerreste des ehemaligen Augustiner-Chorherren-Stifts Beerenberg aus dem 14. Jahrhundert. An die Burgruine Alt-Wülflingen auf dem Schlossberg erinnert noch ein 18 Meter hoher Turm. Alt-Wülflingen war der ehemalige Sitz der Grafen von Wülflingen, bis diese 1644 ins komfortablere Schloss Wülflingen zogen. Auf der anderen Seite des Totentäli und damit gegenüber von Alt-Wülflingen befindet sich die Burgstelle Hoh-Wülflingen, die ehemals Neuburg hiess. Der Name ging inzwischen auf die nahegelegene Aussenwacht Wülflingens über.
Die katholische Kirche St. Laurentius wurde in den 1950er-Jahren errichtet und besitzt Glasfenster und Emailbilder des Künstlers Ferdinand Gehr sowie Werke des Steinmetzen Albert Schilling.

### Musik
Die Musikgesellschaft Edelweiss Wülflingen wurde am 1. Mai 1896 gegründet und ist heute ein fest verankerter Musikverein in Wülflingen, mit rund 30 Aktivmitgliedern. Die 2006 aufgelöste Punkband Hukedicht kommt ursprünglich aus Wülflingen, die Band selber bezeichnete den Stadtteil als «Winterthur-West».

### Naherholungsgebiet
Die um Wülflingen liegenden Wälder bieten sich als Naherholungsgebiet an. Im Nordosten liegt der Wolfensberg mit seinen Rebbergen und der Sandsteinformation Chöpfi, im Südosten der Brüelberg mit der Waldschenke, die der Arbeiterunion Winterthur gehört. In den Wäldern im Süden und auf dem Beerenberg im Westen stehen Ruinen mittelalterlicher Bauten. Auch die Aussenwacht Neuburg mit dem Ausflugsrestaurant ist ein beliebtes Ausflugsgebiet.
Daneben bieten sich auch die Flussläufe der Eulach und der Töss für Spaziergänge an. Ebenfalls beliebt ist die zur Töss gehörende sogenannte «Affenschlucht», die bereits zu Neftenbach gehört. Die Stadtgrenze überquert hier die Töss entlang des obersten Töss-Wasserfalls.

## Persönlichkeiten
- Johann Georg Deller (1808–1879), Wülflinger Bauunternehmer und Gründer der BWT Bau AG
- Johann Jakob Müller (1847–1878), Historiker und Hochschullehrer
- Jakob Erb (1858–1940), Politiker, Gemeindepräsident von Wülflingen
- Hans Bernhard (1888–1942), Geograph, Agrarwissenschaftler und Politiker

## Sport
Der TV Wülflingen wurde am 7. August 1875 gegründet und ist somit nach dem STV Winterthur und dem TV Töss der drittälteste Turnverein in Winterthur. In den 1970er-Jahren nahm das bekannteste Mitglied des Turnvereins, Robert Bretscher, an mehreren Olympischen Spielen sowie Turn-Weltmeisterschaften teil und gewann 25 Meistertitel an Schweizer Meisterschaften. Ebenfalls Schweizermeistertitel vorweisen kann der zweitälteste Sportverein des Stadtkreises, nämlich der 1919 gegründete ATB Wülflingen, der im Kunstradfahren mehrere Schweizermeistertitel vorweisen kann und daneben auch Einradhockey betreibt.
Der Fussball hielt vereinsmässig mit der Gründung des FC Wülflingen im Jahr 1924 in Wülflingen Einzug. In seiner erfolgreichsten Zeit spielte der Verein, der seine Spiele ein bisschen abseits auf dem Sportplatz Sporrer austrägt, in der Saison 1999/2000 in der drittklassigen 1. Liga.
Der jüngste Verein, der in Wülflingen seine Heimspielstätte hat, ist der Eulach Squash-Club Winterthur, der seine Spiele im Squashcenter Wülflingen austrägt. Wesentlich älter als der Squashverein ist der Kavallerieverein Winterthur und Umgebung (gegründet 1896), der jedoch erst seit 2010 seine Reitsporthalle in Wülflingen gleich neben dem Fussballplatz Sporrer unterhält.